# Johannes Hellner
Johannes Hellner (i riksdagen kallad Hellner i Stockholm), född 22 april 1866 i Svedala församling, Malmöhus län, död 19 februari 1947 i Oscars församling, Stockholms stad, var en svensk jurist, ämbetsman och politiker. Han var konsultativt statsråd 1905–1906 i Karl Staafs första ministär och utrikesminister 1917–1920 i regeringen Edén.

## Uppväxt och studietid
Johannes Hellner, som var son till folkskolläraren Sören Hansson och Hanna Persdotter, tog mogenhetsexamen vid Lunds katedralskola 1885. Han skrevs därefter in vid Lunds universitet samma år. Han blev filosofie kandidat 1887 och juris kandidat 1891. Han utsågs till vice häradshövding 1894. Han blev juris doktor vid Lunds universitet 1896 och docent i civilrätt samma år. Efter karriär i domstolsväsendet blev han 1902 tillförordnad byråchef för lagärenden i justitiedepartementet, och han tjänstgjorde också som sekreterare vid Karlstadskonferensen 1905 i samband med unionsupplösningen. Han fick därmed den svenske delegaten och statsrådet Karl Staaffs uppmärksamhet.

## Åren som politiker
Hellner var konsultativt statsråd i Karl Staaffs första ministär, från den 7 november 1905 till den 29 maj 1906, och fick då tillfälle att sätta sig in i den svenska rikspolitiken. Han var vid Staaffministärens avgång 1906 starkt kritisk till kung Oscars och kronprins Gustavs handlingssätt mot Staaff. Han var justitieråd 1906–1907 och påbörjade därefter en rad uppdrag i näringslivet, bland annat som vd 1907–1911 och styrelseordförande 1912–1914 i Svenska trävaruexportföreningen, styrelseordförande i Svenska tobaksmonopolet 1914–1937 och ordförande i Stockholms enskilda bank 1939–1944.
Johannes Hellner var riksdagsledamot i första kammaren 1910–1911 för Västernorrlands läns valkrets och tillhörde första kammarens moderata parti 1910 samt det förenade högerpartiet 1911, men räknades i praktiken som en liberal politiker nära knuten till Frisinnade landsföreningen. I samband med borggårdskrisen 1914 tillhörde han dock de liberaler som bröt med Karl Staaff och gick till val under beteckningen frisinnade försvarsvänner. Han satt också i andra kammaren under denna beteckning höstsessionen 1914 för Stockholms stads andra valkrets. Under första världskriget var han en av de drivande krafterna för att sluta ett handelsavtal med Storbritannien som statsminister Hjalmar Hammarskjöld motsatte sig. Efter vänstersegern i andrakammarvalet 1917 utsågs han trots sin högerliberalism som "opolitisk fackminister" på statsminister Nils Edéns begäran.
Under sin ämbetstid som Sveriges utrikesminister genomförde Hellner handelsavtalet med Storbritannien och säkrade därmed livförsörjningsförbindelserna västerut. Han höll sig gällande Ålandsfrågan och det finska inbördeskriget en traditionell strikt neutralitet för att hålla undan Sverige från en äventyrlig utrikespolitik. Hans mest viktiga politiska arbetsgärning som utrikesminister var att genomdriva Sveriges anslutning till Nationernas Förbund. Han blev starkt kritiserad för den så kallade "rubelaffären" som rörde svenska diplomaters valutaspekulationer i Ryssland. Hellner ville avgå som utrikesminister 1919 men blev nekad detta av Edén.

## Senare år
Efter sin avgång 1920 som utrikesminister återupptog Hellner sina uppdrag i banker och näringsliv. Hans mest prestigefulla uppdrag var som juridisk konsult till Marcus Wallenberg d. ä. 1931 deltog han i förhandlingar i Bukarest och Paris som ledde till att svenska företag fick rusta upp det rumänska vägnätet.
Efter Kreugerkraschen var han en av utredarna, som konstaterade, att konkursboets italienska obligationer helt enkelt var förfalskade dokument.
Johannes Hellner ligger begraven på Hemsjö kyrkogård.

## Familj
Hellner gifte sig 1915 med Agnes Ekman, som var dotter till Johan Ekman. Makarna fick barnen till Märta Tallroth, gift med Tore Tallroth, Jan Hellner, Ingeborg Löfgren, Brita Kjellberg och Sten Hellner.

## Utmärkelser
- Riddare och kommendör av Kungl. Maj:ts orden (Serafimerorden), 5 juni 1920.[8]
- Kommendör av andra klassen av Vasaorden, 6 november 1905.[9]
- Storkorset av Danska Dannebrogorden, senast 1925.[8]
- Storkorset av Finlands Vita Ros’ orden, 1919.[8][10]
- Storkorset av Norska Sankt Olavs orden, senast 1925.[8]